# Juan Bautista Adarraga Elizarán
Juan Bautista Adarraga Elizarán (1924 - 1996) fou un atleta basc nascut a Hernani (Guipúscoa).
Fou sis vegades campió d'Espanya d'atletisme, tres d'elles en la prova de 800 metros, una en la de 1.500 metros, una en la de 400 metros y una en la de relleus 4 x 400 metros. Fou també posseïdor del record d'Espanya sis vegades, quatre vegades en 800 metros i dues en 400 metros tanques.
Va participar com olímpic a Londres el 1948.
Era germà de tres altres atletes destacats: José Luis, Bernardino i Fernando.